# Скарлетт (мини-сериал)
«Скарлетт» (англ. Scarlett) — четырёхсерийный телевизионный фильм, поставленный режиссёром Джоном Эрманом по одноимённому роману, написанному Александрой Рипли как продолжение романа Маргарет Митчелл «Унесённые ветром».

## Сюжет
После смерти подруги Мелани Гамильтон Скарлетт понимает, что Эшли Уилкс ей больше не нужен. Во время похорон Эшли пытается броситься за Мелли в гроб, но Скарлетт останавливает его. Обняв его, она возмущает всё общество Атланты. Прежние знакомые избегают её после этого инцидента, подозревая, что Скарлетт хочет стать миссис Эшли Уилкс.
Скарлетт уезжает на родину, в Тару, где её сестра Сьюлин живёт с мужем и детьми. Там, узнав, что Мамми умирает, Скарлетт срочно телеграфирует Ретту Батлеру с просьбой приехать. Перед смертью Мамми просит Ретта не оставлять Скарлетт, и он обещает. Но позже, оставшись наедине с супругой, он отказывается от своих слов и настаивает на разводе. Они ссорятся, и Ретт уезжает. Сьюлин всё ещё не может простить Скарлетт то, что когда-то давно та вышла замуж за Фрэнка Кеннеди. Она сообщает сестре, что третья часть Тары, доставшаяся в наследство Кэррин, теперь принадлежит монастырю.
Скарлетт едет в Атланту и там, на маскараде, встречается с Реттом. После бала они вместе возвращаются в их большой дом, Скарлетт вновь делает попытку вернуть их отношения, но Ретт ей отказывает.
Ретт Батлер уезжает к матери в Чарльстон. А Скарлетт, воспользовавшись приглашением своих чарльстонских тётушек, едет за ним. Там её тепло встречает мать Ретта, которая искренне любит невестку. Ретт же, напротив, встречает Скарлетт холодно и настаивает на её отъезде из Чарльстона. Но настойчивая Скарлетт добивается от Ретта благосклонного отношения в обмен на скорый отъезд сразу после последнего бала сезона и обещание дать развод. После последнего бала Скарлетт просит покатать её на яхте Ретта, во время морской прогулки их судно терпит крушение, они спасаются и сближаются. Но на утро Ретт раскаивается в произошедшей между ними ночи и срочно уезжает, оставив Скарлетт письмо с извинениями и напоминанием об их договоре. Скарлетт узнает, что она беременна, и уезжает к своему дедушке в Саванну. Там она знакомится со своими родственниками со стороны отца. Также в Саванне она выкупает долю Кэррин у монастыря. Получив от мужа уведомление о разводе, Скарлетт злится и решает не сообщать ему о их будущем ребёнке, после чего отбывает на родину Джералда — в Ирландию.
В Ирландии Скарлетт все считают вдовой, правду о её разводе знает только брат Колум. Скарлетт выкупает старое поместье семьи О’Хара, Баллихару и ведёт в нём восстановительные работы. В ночь на Хэллоуин Скарлетт получает письмо о женитьбе Ретта на Анне Хэмптон. В ту же ночь она рожает девочку. Молодая женщина не отчаивается и решает самостоятельно воспитывать дочь, Кэти Колум О’Хара, названную в честь брата-священника. После рождения дочери Скарлетт начинает тесно общаться с бывшим владельцем Баллихары, англичанином Ричардом Фэнтоном.
Через год Скарлетт и Ретт случайно встречаются в Ирландии на ярмарке, куда Ретт приехал вместе с Анной за новыми лошадьми. Скарлетт молчит о том, что у неё есть дочь, и просит Ретта не афишировать, что он её бывший муж. Ретт соглашается, посчитав что это даже весьма забавно, побыть призраком. Вскоре они вновь встречаются в доме общих друзей, на лисьей охоте. Увлекшись охотой, Скарлетт падает с лошади. Очнувшись в гостевой спальне, она обнаруживает возле себя Анну, которая сообщает, что у них с Реттом скоро будет ребёнок. Скарлетт немедленно покидает охоту и возвращается домой.
Из Тары приходит письмо, что у Сьюлин тяжёлые осложнения после родов и что она на грани смерти. Скарлетт немедленно едет в Тару. И пока Сьюлин идёт на поправку, Скарлетт распродаёт всё своё имущество в Атланте, так как её дом теперь в Ирландии, и возвращаться сюда она не намерена. Скарлетт и Сьюлин наконец-то забывают старые обиды. Тару она дарит Сьюлин, при условии что они с мужем вернут поместью былую славу и довоенный вид. Закончив все дела, Скарлетт возвращается в Ирландию.
Вскоре Анна Хэмптон Батлер умирает от лихорадки, не успев родить ребёнка. Ретт становится вдовцом. Через некоторое время Ричард Фэнтон приглашает Скарлетт в Англию, где её представляют королевской семье. Скарлетт всё ближе общается с Фэнтоном. Однако Фэнтон является тайным извращенцем и садистом. Он регулярно насилует свою служанку Мэри, которая в итоге от него беременеет. Сам же Фэнтон представляет Скарлетт всей своей семье, но некоторое время спустя она решает прекратить их связь. Тогда он нападает на неё в её же доме, насилует и избивает. Пока Скарлетт находится без сознания, служанка Фэнтона, которую Скарлетт привезла с собой в Англию, убивает его и сбегает. Скарлетт попадает под суд, ей грозит виселица. Она отправляет дочку обратно в Ирландию. Ретт, узнав об истории, в которую попала Скарлетт, немедленно отправляется в Англию. Встретившись с Реттом в тюрьме, Скарлетт рассказывает ему о Кэти Колум. Ретт верит, что Скарлетт не убивала Фэнтона, и пытается ей помочь. Он находит Мэри, которая потом сбегает. В день слушания Мэри сидит в зале суда, как обычный слушатель. Но когда Скарлетт зачитывают смертный приговор, Мэри не выдерживает и сознаётся во всём. Скарлетт освобождают.
После пережитого Скарлетт с Реттом едут в Ирландию, где Скарлетт знакомит Кэти с папой. Ретт счастлив, что у них есть дочь, но он злится на бывшую жену за то, что та столько лет скрывала это. Скарлетт старается вернуть их прежние отношения, и вскоре Ретт сдаётся, понимая, что они всегда любили друг друга.

## В ролях
| Актёр              | Роль                  |
| ------------------ | --------------------- |
| Джоан Уолли-Килмер | Скарлетт О’Хара       |
| Тимоти Далтон      | Ретт Батлер           |
| Стивен Коллинз     | Эшли Уилкс            |
| Шон Бин            | лорд Ричард Фэнтон    |
| Эстер Ролли        | Мэмми                 |
| Аннабет Гиш        | Анна Хэмптон (Батлер) |
| Дэвид Келли        | Хэлл Портер           |
| Пол Уинфилд        | Большой Сэм (1 серия) |
| Пиппа Гард         | Индия Уилкс           |